# Ambonus electus
Ambonus electus är en skalbaggsart som först beskrevs av Charles Joseph Gahan 1903.  Ambonus electus ingår i släktet Ambonus och familjen långhorningar.
Artens utbredningsområde är:
- Honduras.
- Paraguay.
- Surinam.

Inga underarter finns listade i Catalogue of Life.